# Туричинская волость

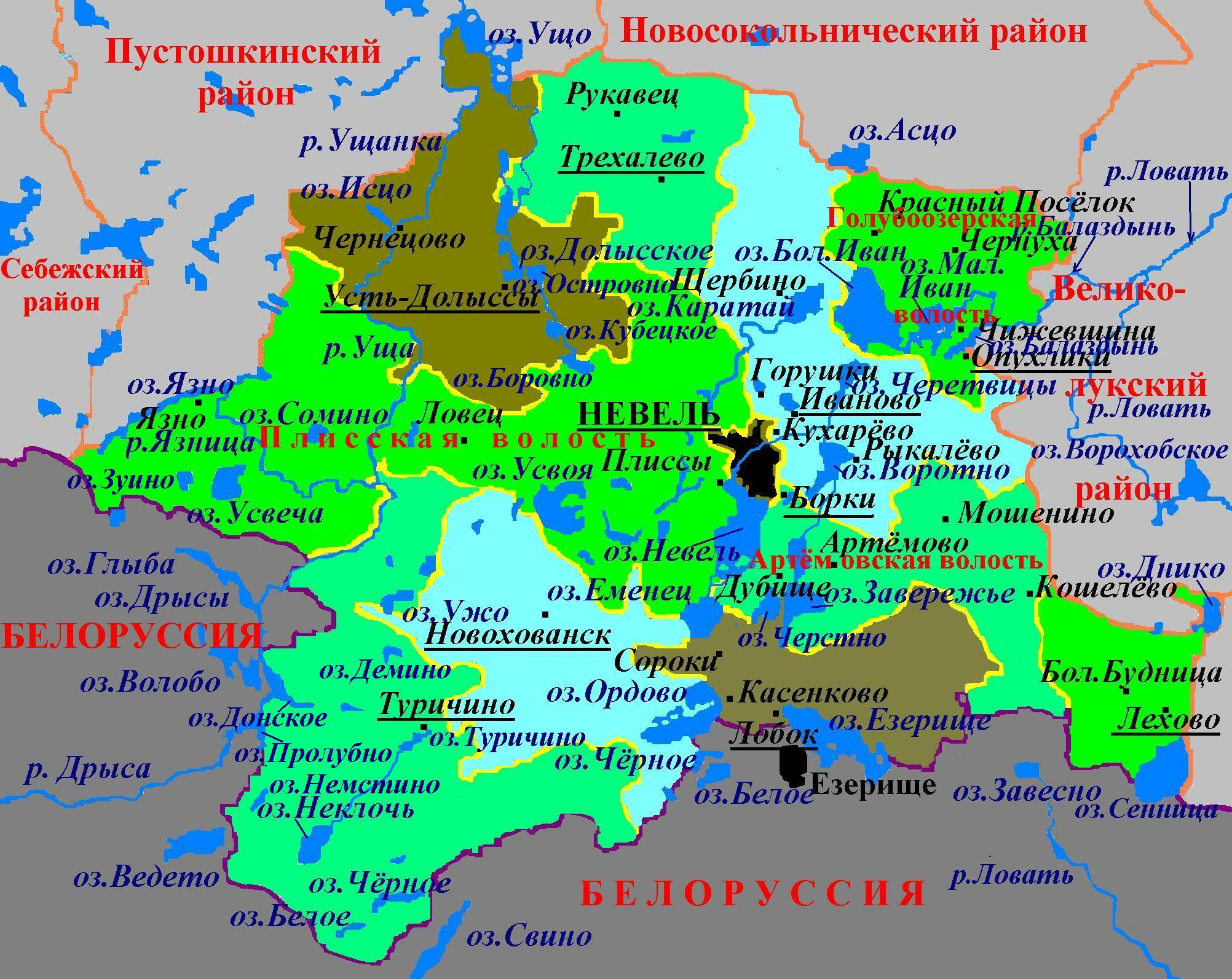
Административное деление Невельского района 2005—2015 гг.

Туричинская волость — административно-территориальная единица 3-го уровня и муниципальное образование со статусом сельского поселения в Невельском районе Псковской области России.
Административный центр — деревня Туричино.

## География
Территория волости граничит на севере с Плисской, на востоке — с Артёмовской волостями Невельского района Псковской области России, на юго-востоке, юге и западе — с Витебской областью Белоруссии.
На территории волости расположены озёра: Ордово (8,0 км², глубиной до 9,4 м), Неклочь (3,0 км², глубиной до 2,6 м), Пролубно (2,1 км², глубиной до 8 м: погранично с Белоруссией), Чёрное (1,7 км², глубиной до 6 м), Ужо (1,2 км², глубиной до 7 м), Туричино (1,1 км², глубиной до 6 м), Белое на крайнем юге (1,0 км², глубиной до 6 м), Рубанково или Гусино (1,0 км², глубиной до 4,5 м), Яменец или Яминец (0,8 км², глубиной до 5,6 м), Немстино или Немчино (0,8 км², глубиной до 8 м), Колпино (0,8 км², глубиной до 4 м), Донское (0,7 км², глубиной до 8 м) и др.

## Население
| 2002  | 2010  | 2012  | 2013  | 2014  | 2015 | 2016  |
| ----- | ----- | ----- | ----- | ----- | ---- | ----- |
| 1229  | ↘965  | ↘906  | ↘883  | ↘854  | ↘842 | ↗1373 |
| 2017  | 2018  | 2019  | 2020  | 2021  |      |       |
| ↘1326 | ↘1314 | ↘1266 | ↘1254 | ↘1161 |      |       |

Суммарная численность населения Туричинской волости с упразднённой Новохованской волостью, объединённых в новообразованную Туричинскую волость, по состоянию на 1 января 2015 года составляла 1418 человек.

## Населённые пункты
В состав волости с апреля 2015 года входят 74 населённых пункта (деревни):
| №  | Населённый пункт | Тип     | Население |
| -- | ---------------- | ------- | --------- |
| 1  | Башмаково        | деревня | ↘6        |
| 2  | Бисюрево         | деревня | ↘4        |
| 3  | Боек             | деревня | ↗4        |
| 4  | Большие Кулиги   | деревня | ↘26       |
| 5  | Борисково        | деревня | ↗2        |
| 6  | Бородино         | деревня | ↘18       |
| 7  | Брудово          | деревня | ↘0        |
| 8  | Быково           | деревня | →6        |
| 9  | Вильно           | деревня | →0        |
| 10 | Глинчино         | деревня | ↘7        |
| 11 | Голыни           | деревня | ↘11       |
| 12 | Держитино        | деревня | ↗3        |
| 13 | Доминиково       | деревня | ↗59       |
| 14 | Дроздово         | деревня | ↘16       |
| 15 | Дубинино         | деревня | ↘48       |
| 16 | Дудки            | деревня | ↘3        |
| 17 | Дудчино          | деревня | ↘6        |
| 18 | Емельянково      | деревня | ↘4        |
| 19 | Ермошино         | деревня | ↘12       |
| 20 | Железница        | деревня | →3        |
| 21 | Жулево           | деревня | →11       |
| 22 | Завзноры         | деревня | ↘2        |
| 23 | Залоги           | деревня | ↘4        |
| 24 | Калинчино        | деревня | ↘3        |
| 25 | Каменка          | деревня | ↘2        |
| 26 | Карлово          | деревня | ↘0        |
| 27 | Кармоленец       | деревня | ↘1        |
| 28 | Клястица         | деревня | ↗47       |
| 29 | Ковалиха         | деревня | ↗8        |
| 30 | Козырево         | деревня | ↗5        |
| 31 | Косцы            | деревня | ↘11       |
| 32 | Кресты           | деревня | ↘10       |
| 33 | Лахны            | деревня | ↘0        |
| 34 | Лепешиха         | деревня | ↘0        |
| 35 | Липовки          | деревня | →0        |
| 36 | Литвиново        | деревня | ↘24       |
| 37 | Лихолетье        | деревня | ↘7        |
| 38 | Лутно            | деревня | ↘0        |
| 39 | Малые Кулиги     | деревня | →2        |
| 40 | Молокоедово      | деревня | ↗4        |
| 41 | Мякинчино        | деревня | ↘0        |
| 42 | Николаево        | деревня | ↘0        |
| 43 | Новохованск      | деревня | ↘528      |
| 44 | Носиково         | деревня | ↘1        |
| 45 | Ольховец         | деревня | ↘2        |
| 46 | Ордово           | деревня | ↘0        |
| 47 | Осетки           | деревня | ↘3        |
| 48 | Петюлино         | деревня | →0        |
| 49 | Плетни           | деревня | ↘10       |
| 50 | Погорелое        | деревня | ↘7        |
| 51 | Половики         | деревня | ↘1        |
| 52 | Пустки           | деревня | ↘8        |
| 53 | Пушкарёво        | деревня | ↘7        |
| 54 | Ратьково         | деревня | ↘1        |
| 55 | Рогачево         | деревня | ↗2        |
| 56 | Рожново          | деревня | →10       |
| 57 | Рубанково        | деревня | ↘5        |
| 58 | Руцелево         | деревня | ↘2        |
| 59 | Савино           | деревня | ↘4        |
| 60 | Стайки           | деревня | ↘126      |
| 61 | Сухая            | деревня | ↘0        |
| 62 | Тетеркино        | деревня | ↘0        |
| 63 | Топоры           | деревня | ↘23       |
| 64 | Туричино         | деревня | ↘450      |
| 65 | Федьково         | деревня | ↘4        |
| 66 | Филипцево        | деревня | →0        |
| 67 | Харинец          | деревня | ↘6        |
| 68 | Харны            | деревня | ↘3        |
| 69 | Хватыня          | деревня | ↗3        |
| 70 | Царево           | деревня | ↘18       |
| 71 | Церковище        | деревня | ↘6        |
| 72 | Черепы           | деревня | ↘2        |
| 73 | Черные Стайки    | деревня | ↗7        |
| 74 | Шекино           | деревня | ↘7        |

## История
Постановлением Псковского областного Собрания депутатов от 26 января 1995 года все сельсоветы в Псковской области были переименованы в волости, в том числе Туричинский сельсовет был превращён в Туричинскую волость.
Законом Псковской области от 28 февраля 2005 года в границах волости было также создано муниципальное образование Туричинская волость со статусом сельского поселения с 1 января 2006 года в составе муниципального образования Невельский район со статусом муниципального района.
В состав Туричинской волости с января 1995 года до апреля 2015 года входили 52 деревни: Башмаково, Бисюрево, Боек, Большие Кулиги, Бородино, Брудово, Быково, Вильно, Глинчино, Голыни, Доминиково, Дудки, Дудчино, Ермошино, Железница, Жулево, Завзноры, Залоги, Каменка, Карлово, Кармоленец, Клястица, Ковалиха, Косцы, Кресты, Лепешиха, Литвиново, Лутно, Малые Кулиги, Молокоедово, Мякинчино, Ольховец, Ордово, Петюлино, Плетни, Погорелое, Пустки, Пушкарёво, Рогачево, Рожново, Рубанково, Савино, Стайки, Тетеркино, Туричино, Филипцево, Харинец, Хватыня, Царево, Черепы, Черные Стайки, Шекино.
Законом Псковской области от 30 марта 2015 года в состав Туричинской волости 11 апреля 2015 года была включена упразднённая Новохованская волость.